# Station Resko Północne
Station Resko Północne (Duits: Regenwalde Nord) was een spoorwegstation in de Poolse plaats Resko.